# Black Flame
Black Flame è il quinto album in studio del gruppo musicale britannico Bury Tomorrow, pubblicato nel 2018.

## Tracce
1. No Less Violent – 3:29
2. Adrenaline – 2:43
3. Black Flame – 5:15
4. My Revenge – 4:25
5. More Than Mortal – 5:31
6. Knife of Gold – 2:58
7. The Age – 3:33
8. Stormbringer – 3:14
9. Overcast – 5:07
10. Peacekeeper – 4:05

Tracce Bonus - Edizione Deluxe
1. Glasswalk – 3:49
2. Black Flame (Live in London, UK) – 4:00
3. No Less Violent (Live in London, UK) – 3:30
4. The Age (Live in London, UK) – 3:16

## Formazione
- Daniel Winter-Bates – voce
- Jason Cameron – chitarra, voce
- Kristan Dawson – chitarra, cori
- Davyd Winter-Bates – basso
- Adam Jackson – batteria, percussioni